# Ramón Antonio Leoni Pinto
Ramón Antonio Leoni Pinto (Santiago del Estero, 1934-San Miguel de Tucumán, 1998) fue un historiador argentino especializado en historia de Tucumán y uno de los fundadores del INIHLEP. Es uno de los historiadores más destacados del país del período anterior a la renovación historiográfica argentina.

## Trayectoria
En 1952, a los 18 años de edad, Leoni Pinto se radicó en Tucumán para iniciar sus estudios de grado. En 1957 obtuvo en la Universidad Nacional de Tucumán el título de Profesor en Historia. No muchos años después Leoni Pinto ganaría por concurso el cargo de profesor titular de la cátedra de Metodología y Técnicas de la Investigación de la carrera de Historia de la Facultad de Filosofía y Letras (UNT).
Leoni Pinto llegó a ser miembro de la Junta de Estudios Históricos de Tucumán y miembro correspondiente de la Academia Nacional de Historia de la Argentina a la que se incorporó en 1987 con un disertación sobre «El aporte de Juan B. Terán a la historiografía de Tucumán».
En 1995 Leoni Pinto obtuvo el título de Doctor en Historia con una tesis titulada «Tucumán y el norte argentino durante las guerras de independencia (1810-1825)» que sería publicada póstumamente bajo el sello del INIHLEP. A lo largo de su extensa carrera publicó numerosos artículos de investigación y divulgación en revistas y periódicos, se desempeñó por muchos años en el diario La Gaceta. Luego de su muerte, el Instituto de Investigaciones Históricas de la Facultad de Filosofía y Letras fue bautizado con su nombre, pasando a ser conocido como INIHLEP.